# Mustangs de Chicago
Maillots
Les Mustangs de Chicago (Chicago Mustangs) était une équipe américaine de football professionnel basée à Chicago dans l'Illinois, membre fondateur de l'United Soccer Association en 1967. La ligue est composée d'équipes toutes importées de ligues étrangères. Le club de Chicago était en fait le Cagliari Calcio de l'Italie. La franchise a été détenue par Arthur Allyn Jr., propriétaire de Artnell Corporation et des White Sox de Chicago de la Major League Baseball. Les Mustangs ont joué leurs matches à domicile au Comiskey Park, le stade des White Sox de Chicago.
Après la saison 1967, l'United Soccer Association a fusionné avec la National Professional Soccer League (NPSL) pour former la North American Soccer League (NASL). Après 1968, les Mustangs est devenue une équipe semi-professionnelle et a fini par devenir une équipe B-Team des Sting de Chicago.

## Palmarès par année
| Année | Ligue | W  | L  | T | Pts | Saison Régulière     | Playoffs      |
| ----- | ----- | -- | -- | - | --- | -------------------- | ------------- |
| 1967  | USA   | 3  | 2  | 7 | 13  | 3e, Western Division | Non qualifiée |
| 1968  | NASL  | 13 | 10 | 9 | 164 | 2e, Lakes Division   | Non qualifiée |